# Zlatica
Zlatica (búlgaro:Златица) é uma cidade da Bulgária, localizada no distrito de Sófia. A sua população era de 5,145 habitantes segundo o censo de 2010.

## População
| Zlatica | Zlatica | Zlatica | Zlatica | Zlatica | Zlatica | Zlatica | Zlatica | Zlatica | Zlatica | Zlatica | Zlatica | Zlatica | Zlatica | Zlatica | Zlatica | Zlatica | Zlatica | Zlatica | Zlatica |
| --- | ------- | ------- | ------- | ------- | ------- | ------- | ------- | ------- | ------- | ------- | ------- | ------- | ------- | ------- | ------- | ------- | ------- | ------- | ------- |
| Ano | 1887    | 1910    | 1934    | 1946    | 1956    | 1965    | 1975    | 1985    | 1992    | 2001    | 2002    | 2003    | 2004    | 2005    | 2006    | 2007    | 2008    | 2009    | 2010    |
| População |         |         |         | …       | …       | …       | …       |         | 5,636   | 5,789   | 5,757   | 5,607   | 5,494   | 5,400   | 5,331   | 5,286   | 5,226   | 5,180   | 5,145   |
| Fontes: Instituto Nacional de Estatísticas, „citypopulation.de“, „pop-stat.mashke.org“, Bulgarian Academy of Sciences |         |         |         |         |         |         |         |         |         |         |         |         |         |         |         |         |         |         |         |